# العلاقات الإثيوبية الكوستاريكية
العلاقات الإثيوبية الكوستاريكية هي العلاقات الثنائية التي تجمع بين إثيوبيا وكوستاريكا.

## مقارنة بين البلدين
هذه مقارنة عامة ومرجعية للدولتين:
| وجه المقارنة                                              | إثيوبيا                        | كوستاريكا                                 |
| --------------------------------------------------------- | ------------------------------ | ----------------------------------------- |
| المساحة (كم2)                                             | 1.10 مليون                     | 51.10 ألف                                 |
| عدد السكان (نسمة)                                         | 104.96 مليون                   | 4.91 مليون                                |
| الكثافة السكانية (ن./كم²)                                 | 95.42                          | 96.09                                     |
| العاصمة                                                   | أديس أبابا                     | سان خوسيه                                 |
| اللغة الرسمية                                             | اللغة الأمهرية                 | اللغة الإسبانية                           |
| العملة                                                    | بير إثيوبي                     | كولون كوستاريكي                           |
| الناتج المحلي الإجمالي (بليون دولار)                      | 80.56 مليار                    | 57.06 مليار                               |
| الناتج المحلي الإجمالي (تعادل القوة الشرائية) بليون دولار | 161.90 مليار                   | 74.98 مليار                               |
| الناتج المحلي الإجمالي الاسمي للفرد دولار أمريكي          | 619                            | 11.26 ألف                                 |
| الناتج المحلي الإجمالي للفرد دولار أمريكي                 | 1.50 ألف                       | 14.92 ألف                                 |
| مؤشر التنمية البشرية                                      | 0.442                          | 0.766                                     |
| رمز المكالمات الدولي                                      | +251                           | +506                                      |
| رمز الإنترنت                                              | .et                            | .cr، قائمة نطاقات المستوى الأعلى للإنترنت |
| المنطقة الزمنية                                           | ت ع م+03:00، توقيت شرق أفريقيا | 00                                        |

## منظمات دولية مشتركة
يشترك البلدان في عضوية مجموعة من المنظمات الدولية، منها:
| علم المنظمة | اسم المنظمة                        | تاريخ انضمام إثيوبيا | تاريخ انضمام كوستاريكا |
| ----------- | ---------------------------------- | -------------------- | ---------------------- |
|             | الاتحاد البريدي العالمي            | ?                    | ?                      |
|             | مؤسسة التنمية الدولية              | 11 أبريل 1961        | 30 يونيو 1961          |
|             | منظمة حظر الأسلحة الكيميائية       | ?                    | ?                      |
|             | الأمم المتحدة                      | 13 نوفمبر 1945       | 2 نوفمبر 1945          |
|             | وكالة ضمان الاستثمار متعدد الأطراف | 13 أغسطس 1991        | 8 فبراير 1994          |
|             | منظمة الشرطة الجنائية الدولية      | ?                    | ?                      |
|             | مؤسسة التمويل الدولية              | 20 يوليو 1956        | 20 يوليو 1956          |
|             | البنك الدولي للإنشاء والتعمير      | 27 ديسمبر 1945       | 8 يناير 1946           |
|             | الاتحاد الدولي للاتصالات           | 20 فبراير 1932       | 13 سبتمبر 1932         |
|             | الفريق المعني برصد الأرض           | ?                    | ?                      |
|             | يونسكو                             | 1 يوليو 1955         | 19 مايو 1950           |

## وصلات خارجية
- موقع وزارة الخارجية الإثيوبية
- موقع وزارة الخارجية الكوستاريكية